# لس وست
لس وست (انگلیسی: Les West؛ زادهٔ ۱۱ نوامبر ۱۹۴۳) دوچرخه‌سوار اهل بریتانیا است. وی در بازی‌های المپیک تابستانی ۱۹۶۸ شرکت کرده است.